# Carnival Cadavre
Carnival Cadavre è il terzo album studio del gruppo death metal Hackneyed, pubblicato nel 2009 dalla Lifeforce Records.

## Tracce
1. Raze the Curtain – 1:57
2. Bugging For Mercy – 2:59
3. Infinite Family – 3:05
4. Damn (You're Dead Again) – 4:39
5. Maculate Conception – 3:50
6. Coulrophobia – 4:03
7. Circus Coccus Spirilly – 3:42
8. Magic Malignancy – 3:45
9. Feed the Lions – 3:51
10. Cure the Obscure – 4:53
11. Holy Slapstick – 4:46
12. Extra Terroristical – 5:04
13. Standing Necrovation – 8:20

## Formazione
- Tini Wuttke - basso
- Tim Cox - batteria
- Juan Kevin Sierra - chitarra
- Devin Cox - chitarra
- Phillip Mazal - voce